# Kirby Buckets
Kirby Buckets est une série télévisée américaine en 59 épisodes de 23 minutes, créée par Gabe Snyder et Mike Alber et diffusée entre le 20 octobre 2014 et le 2 février 2017 sur Disney XD.

## Synopsis
Kirby Buckets rêve de devenir un animateur célèbre comme son idole, Mac McCallister. Il voit alors que ses créations prennent vie et décide avec ses deux meilleurs amis, Fish et Eli, de vivre diverses aventures.

## Fiche technique
Sauf indication contraire, les informations mentionnées dans cette section peuvent être confirmées par la base de données cinématographiques IMDb,  présente dans la section « Liens externes ».
- Titre original et français : Kirby Buckets
- Création : Gabe Snyder et Mike Alber
- Réalisation : Eyal Gordin (en), David Kendall (en), Jay Karas (en), Kristofor Brown et Walt Becker
- Scénario : Gabe Snyder, Mike Alber, Kristofor Brown, Shawn Simmons et Edward J. Bedrosian
- Décors : Dan Butts et Ryan Berg
- Costumes : Heidi Kaczenski et Danielle Launzel
- Photographie : Mathew Rudenberg
- Montage : Rick Weis, Dexter N. Adriano et Wendy Smith
- Casting : Barbie Block et Sally Stiner
- Musique : Mark S. Hollingsworth, Bart Samolis et David Feldstein
- Production : Gabe Snyder, Mike Alber, Skot Bright et Ben Kalina
  - Production associée : Ryan Kavner, Dawn R. Horton, Reid Nakamura et Frank Sackett
  - Production déléguée : Kristofor Brown et Walter Becker
  - Production exécutive : Walter Becker
- Sociétés de production : Horizon Productions, Titmouse, Inc. (animation)
- Sociétés de distribution : Disney-ABC Domestic Television
- Pays d'origine :  États-Unis
- Langue originale : anglais
- Format : couleur
- Genre : comédie
- Durée : 23 minutes

## Distribution
- Jacob Bertrand (VFB : Circé Lethem) : Kirby Buckets
- Olivia Stuck (VFB : Ludivine Deworst) : Dawn Buckets
- Mekai Curtis (VFB : Mattéo Marchese) : Fish
- Cade Sutton (VFB : Roméo Rotunno) : Eli
- Tiffany Espensen : Belinda
- Michael Naughton : Dave Buckets
- Suzi Barrett : Mme Buckets
- Stephen Kearin : principal Mitchell
- Jack Foley : Big Ricky
- Version française :
  - Société de doublage : Dubbing Brothers Belgique
  - Direction artistique : Jean-Pierre Denuit
  - Adaptation des dialogues : Isabelle Barnay, Valérie Tatéossian, Sauvane Delanoë et Virginie Lainé

## Épisodes

### Première saison (2014-2015)
1. Le Concours du meilleur personnage d'animation (Cars, Buses and Lawnmowers)
2. L'Invasion des pouces (Flice of the Living Dead)
3. La Légende de Prank Williams Junior (The Legend of Prank Williams, Jr.)
4. Une soirée entre copains (The Year of Fridays)
5. Le stylo magique (Kirby Almighty)
6. Poupée fatale (Killer Puppies)
7. Art-mageddon (Art Attack)
8. Le Choix de Kirby (Kirby's Choice)
9. Boule de Billard est en danger (Mac's Back)
10. L'Affaire du vol des crackers (Kick the Buckets)
11. Le saboteur de toilettes (It's a Brad, Brad, Brad, Brad World)
12. Une pièce à conquérir (Gimme Some Room)
13. Le Jour du chat (Day of the Cat)
14. C'est le bonheur ! (The Rise and Fall of 4th Period)
15. Commando nocturne (The Hurt Box)
16. L'Univers de travers (Get a Grip)
17. Le Jeu des mains (All Hands on Dexter)
18. Le Dé-rap-age (The AV Kid)
19. Le Champion du mensonge (The Mother of All Lies)
20. Le Retour des clowns (Send in the Clowns)
21. Un père en scène (Viva la Dad)

### Deuxième saison (2015-2016)
1. Le Lancement (Failure to Launch)
2. Supérette en voie de disparition (The Gil in My Life)
3. titre français inconnu (The School Spirit)
4. Double vengeance (War and Pizza)
5. Buckets contre Buckets (The Kirbinator)
6. Un sinistre clown (Balloonacy!)
7. L'Art-révolte (Kirby Sells Out)
8. titre français inconnu (It's a Kirbyful Life!)
9. Un supporter superstitieux (Atta Boy)
10. Le Nouveau surveillant (I, Gregory)
11. Un week-end avec Inga (Weekend with Inga)
12. Mission Interception (Ripper Impossible)
13. La retenue du samedi (Kirby to the Max)
14. titre français inconnu (Oh Bros, Where Are Thou?)
15. titre français inconnu (Twinsies)
16. L'oncle de Kirby (Say Uncle)
17. Vogue l'amitié ! (When Mitchell Met Dad)
18. Le Tournoi de Mitchell (Mitchell's Gauntlet)
19. titre français inconnu (Call of Doodie)
20. titre français inconnu (Tunnel Babies)
21. titre français inconnu (Buckets of Money)
22. titre français inconnu (Torched)
23. titre français inconnu (Me Time: The Ballad of Mac and Mom)
24. titre français inconnu (Battle of the Ballot)
25. titre français inconnu (The Goods)

### Troisième saison (2017)
1. Premier voyage (Yep, This Is Happening)
2. Mauvaise Graine (Bad Seed)
3. Le Règne de Dawn (Queen for a Dawn)
4. La Loi et l'Ordre (Forest Hills Blues)
5. Adultes interdits (Cool Chad)
6. La Prophétie (The Unpranked)
7. Commandant Kirbo (Commander Kirbo)
8. Dr Macaroni au fromage dans le labyrinthe des horreurs (Dr. Mac 'n' Cheese's Labyrinth of Horrors)
9. L'heure de clôture (Closing Time)
10. Un conte de deux Kirby (A Tale of Two Kirbys)
11. Ce sentiment de naufarge (That Sinking Feeling)
12. Orbé et dangereux (Orbed and Dangerous)
13. C'est pas fini (Yep, Still Happening)

## Production
En octobre 2012, Disney XD annonce le développement d'un pilote de Kirby Buckets. Finalement, la production débute durant l'été 2014 pour une première diffusion prévue pour l'automne. Le 13 janvier 2015, la série est renouvelée pour une deuxième saison dont la production a débuté à Los Angeles en mars. Le 4 mars 2016, Kirby Buckets est renouvelée pour une troisième saison.